# Veronica Lake
Veronica Lake (n. 14 noiembrie 1922, New York City, New York, SUA – d. 7 iulie 1973, Burlington, Vermont, SUA) a fost o actriță americană. A avut mare succes la Hollywood în timpul anilor 1940.

## Filmografie
| An   | Titlu                    | Rol                         | Note                                                   |
| ---- | ------------------------ | --------------------------- | ------------------------------------------------------ |
| 1939 | Sorority House           | Coed                        | Nemenționată titlu alternativ: That Girl from College  |
| 1939 | The Wrong Room           | The Attorney's New Bride    | Menționată ca Connie Keane                             |
| 1939 | Dancing Co-Ed            | One of Couple on Motorcycle | Nemenționată titlu alternativ: Every Other Inch a Lady |
| 1939 | All Women Have Secrets   | Jane                        | Menționată ca Constance Keane                          |
| 1940 | Young as You Feel        | Bit part                    | Menționată ca Constance Keane                          |
| 1940 | Forty Little Mothers     | Granville girl              | Nemenționată                                           |
| 1941 | I Wanted Wings           | Sally Vaughn                |                                                        |
| 1941 | Hold Back the Dawn       | Movie Actress               | Nemenționată                                           |
| 1941 | Sullivan's Travels       | The Girl                    |                                                        |
| 1942 | This Gun for Hire        | Ellen Graham                |                                                        |
| 1942 | The Glass Key            | Janet Henry                 |                                                        |
| 1942 | I Married a Witch        | Jennifer                    |                                                        |
| 1942 | Star Spangled Rhythm     | În rolul său                |                                                        |
| 1943 | So Proudly We Hail!      | Lt. Olivia D'Arcy           |                                                        |
| 1944 | The Hour Before the Dawn | Dora Bruckmann              |                                                        |
| 1945 | Bring on the Girls       | Teddy Collins               |                                                        |
| 1945 | Out of This World        | Dorothy Dodge               |                                                        |
| 1945 | Duffy's Tavern           | În rolul său                |                                                        |
| 1945 | Hold That Blonde         | Sally Martin                |                                                        |
| 1946 | Miss Susie Slagle's      | Nan Rogers                  |                                                        |
| 1946 | The Blue Dahlia          | Joyce Harwood               |                                                        |
| 1947 | Ramrod                   | Connie Dickason             |                                                        |
| 1947 | Variety Girl             | În rolul său                |                                                        |
| 1948 | Saigon                   | Susan Cleaver               |                                                        |
| 1948 | The Sainted Sisters      | Letty Stanton               |                                                        |
| 1948 | Isn't It Romantic?       | Candy Cameron               |                                                        |
| 1949 | Slattery's Hurricane     | Dolores Greaves             |                                                        |
| 1951 | Stronghold               | Mary Stevens                |                                                        |
| 1966 | Footsteps In the Snow    |                             |                                                        |
| 1970 | Flesh Feast              | Dr. Elaine Frederick        | Titlu alternativ: Time is Terror                       |

| An        | Titlu                         | Rol                              | Note                            |
| --------- | ----------------------------- | -------------------------------- | ------------------------------- |
| 1950      | Your Show of Shows            | În rolul său - Invitată specială | Episodul #2.11                  |
| 1950      | Lights Out                    | Mercy Device                     | Episodul: "Beware This Woman"   |
| 1950–1953 | Lux Video Theatre             | Mai multe                        | 3 episoade                      |
| 1951      | Somerset Maugham TV Theatre   | Valerie                          | Episodul: "The Facts of Life"   |
| 1952      | Celanese Theatre              | Abby Fane                        | Episodul: "Brief Moment"        |
| 1952      | Tales of Tomorrow             | Paula                            | Episodul: "Flight Overdue"      |
| 1952      | Goodyear Television Playhouse | Judy "Leni" Howard               | Episodul: "Better Than Walking" |
| 1953      | Danger                        |                                  | Episodul: "Inside Straight"     |
| 1954      | Broadway Television Theatre   | Nancy Willard                    | Episodul: "The Gramercy Ghost"  |